# Епархия Калиша
 Епархия Калиша  (лат. Dioecesis Calissiensis) — епархия Римско-Католической церкви с центром в городе Калиш, Польша. Епархия Калиша входит в митрополию Познани. Кафедральным собором епархии Калиша является Собор святого Николая. В городе Острув-Велькопольский находится сокафедральный собор святого Станислава.

## История
25 марта 1992 года Римский папа Иоанн Павел II издал буллу Totus tuus Poloniae populus, которой учредил епархию Калиша, выделив её из архиепархий Гнезно, Познани, Вроцлава, епархий Ченстоховы, Ополе и Влоцлавека.

## Ординарии епархии
- епископ Станислав Наперала (25.03.1992 — 21.07.2012),
- епископ Эдвард Яняк (21.07.2012 — 17.10.2020),
- епископ Дамиан Брыль (с 25.01.2001).

### Вспомогательные епископы
- епископ Теофил Юзеф Вильский (8.04.1995 — 31.10.2011)

## Источник
- Annuario Pontificio, Libreria Editrice Vaticana, Città del Vaticano, 2003, ISBN 88-209-7422-3
- Булла Totus Tuus Poloniae populus, AAS 84 (1992), стp. 1099  (лат.)